# Doupov

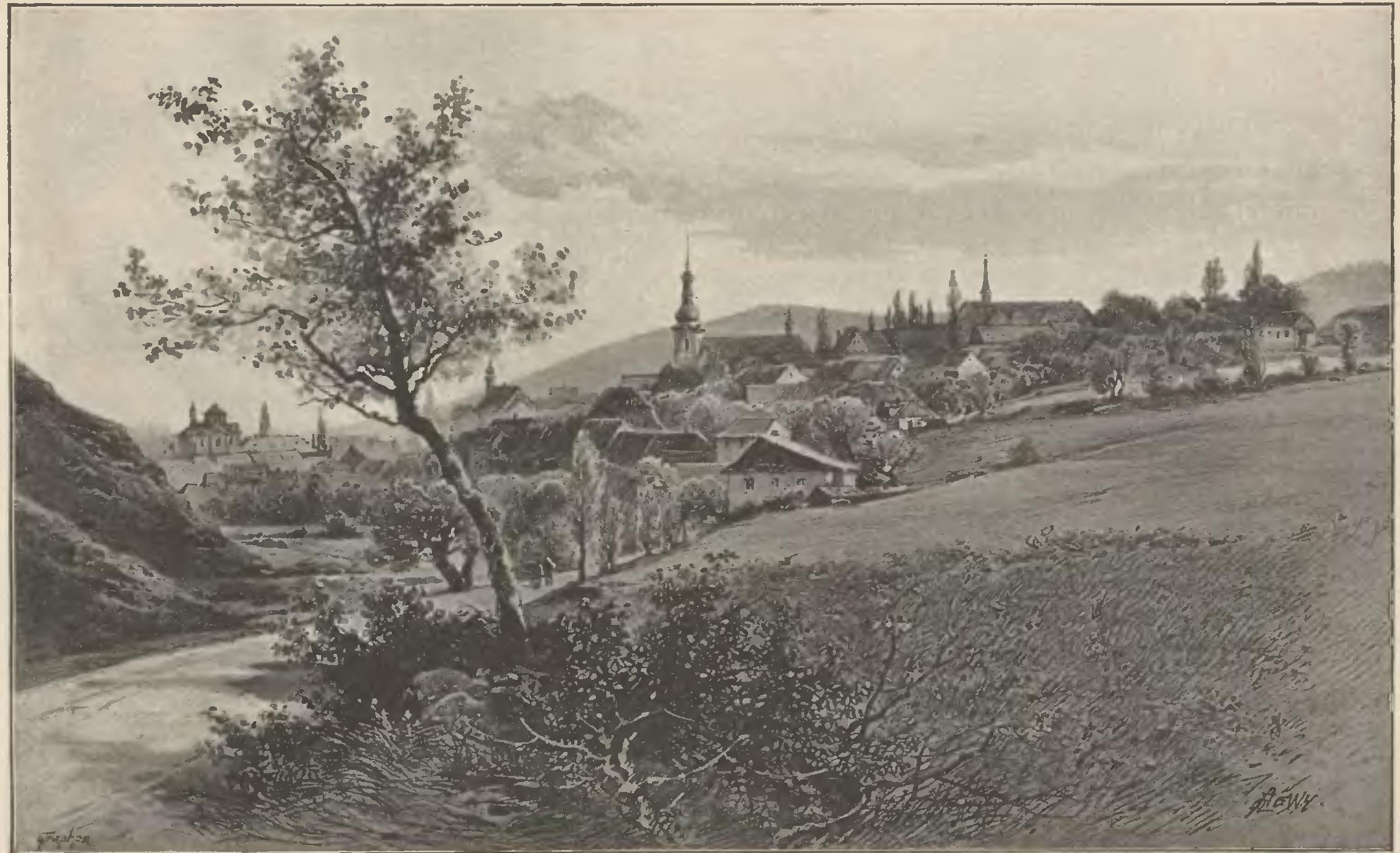
Panorama Doupova w 1896 (A. Lewý)

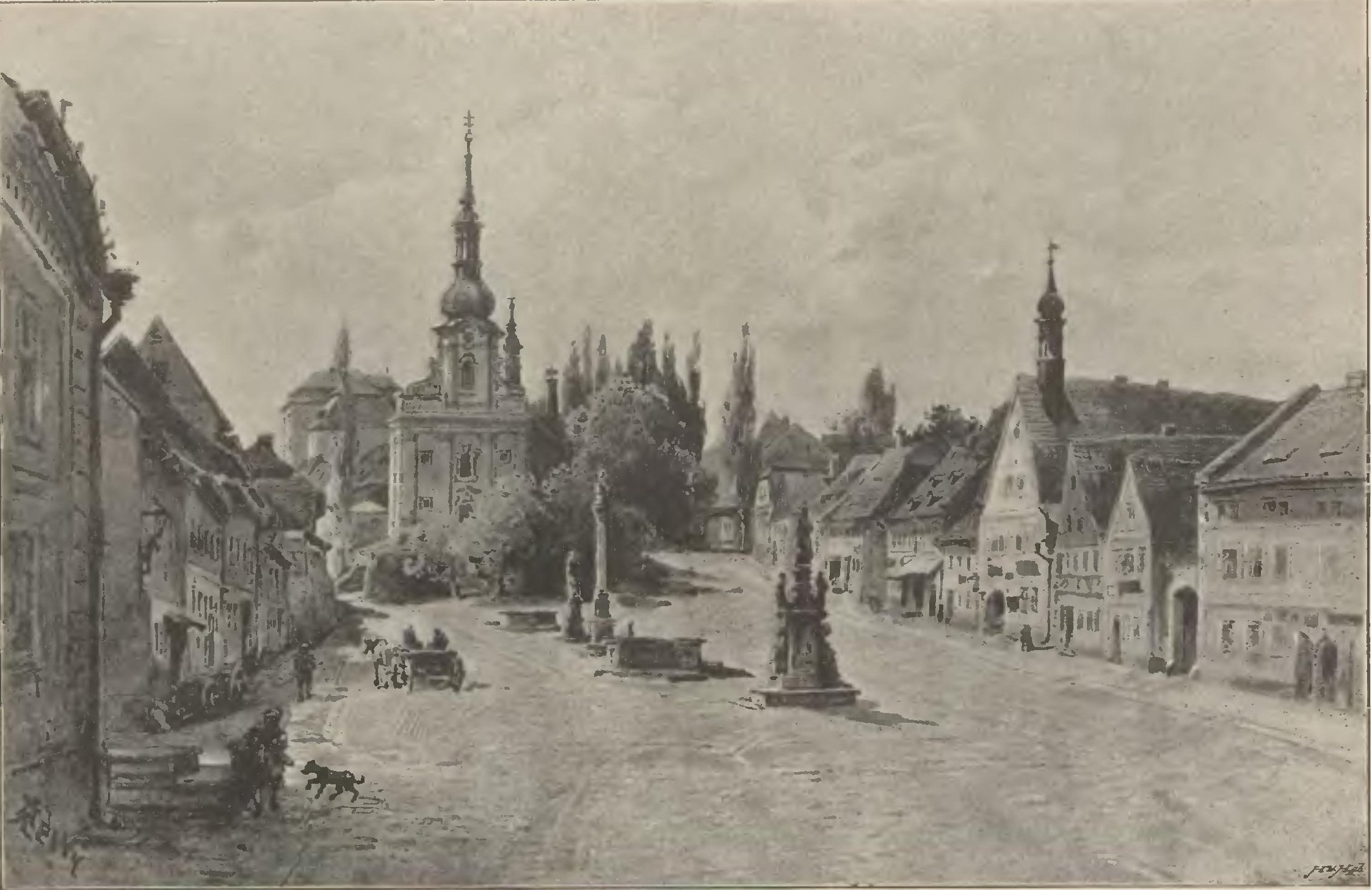
Rynek w Doupovie w 1896 (A. Lewý)

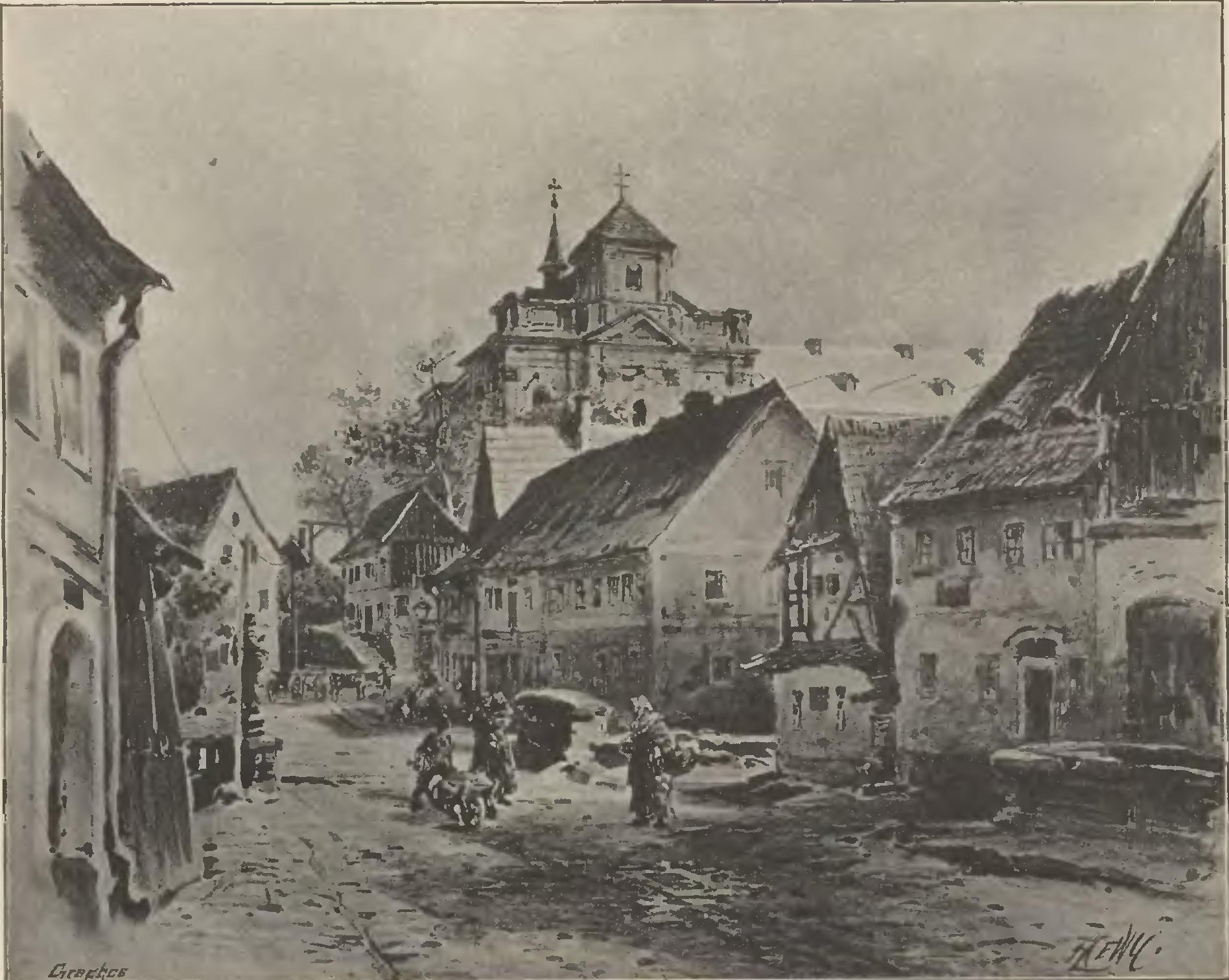
Kościół św. Elżbiety w 1896 (A. Lewý)

Doupov (niem. Duppau) – dawne miasto w północno-zachodnich Czechach, w Górach Doupowskich, u zbiegu Pustego Potoku i Liboca. Wraz z wysiedleniem Niemców po 1945 roku opustoszało, a w roku 1955 ostatecznie przestało istnieć w wyniku założenia na tym terenie poligonu wojskowego Hradiště. Część zabudowy dotrwała do lat 70. XX wieku.

## Historia
Początki miasta związane są z rodem Doupovców, do których należał zamek obronny na pobliskim szczycie Hradiště/Burgstadtl. Pojawia się kilka dat powstania twierdzy, od 1012 przez 1119 po 1281, pewne jest natomiast, że miasteczko założono początkiem XIV wieku. Prosperowało ono dzięki położeniu na skrzyżowaniu dróg handlowych. W 1421 Doupov stał się ofiarą II krucjaty antyhusyckiej, tracąc na blisko sto lat (do 1514) prawa miejskie.
Kolejnymi po Doupovcach właścicielami dóbr zamku i miasta byli Zdziarscy ze Zdziaru (poł. XV w. – poł. XVII w.), Schlikowie (poł. XVI w. – 1618), Verdugowie, von Lützow, Czerninowie i Zedtwizowie (1858–1945).
W epoce nowożytnej głównym, poza handlem, źródłem dochodów doupovskich mieszczan było sukiennictwo; pracowało tu 70–80 sukienników. Do innych znaczących rzemiosł zaliczało się garbarstwo i szewstwo, a na początku XIX wieku miasteczko wzbogaciło się o cegielnię. W 1903 połączyła je z Kadanią i Podborzanami linia kolejowa (Duppauerbahn).
Z 1896 pochodzi jeden z najpełniejszych opisów Doupova zawarty w przewodniku Čechy wydanym przez Jana Otto. Jego autorem jest Bedřich Bernau, zilustrowany został natomiast przez Antonína Lewego. Miasto, należące do powiatu politycznego Kadań i będące siedzibą powiatu sądowego, liczyło wtedy 261 domów z około 1600 mieszkańcami. W górnej części rynku stał ratusz z datą 1576 i herbem. Jeszcze wyżej znajdował się barokowy kościół parafialny pw. Wniebowzięcia NMP przebudowany w 1745. Do zabytków zaliczał się również zamek (w ówczesnym kształcie od XVIII w.) oraz byłe kolegium pijarskie z kościołem św. Elżbiety. Pierwotnie wzniesione zostało przez jezuitów, a w 1896 mieściła się w nim szkoła obuwnicza. Po jezuitach pozostała w Doupovie biblioteka z 1200 woluminami. Wspomniany jest też mały kościółek św. Wolfganga przy drodze kadańskiej. Bernau kończy swój reportaż stwierdzeniem, że miasteczko ma bardzo biedny charakter i niewiele zostało z jego dawnej sławy.
Według danych ze spisu powszechnego w 1900  Doupov, którego powierzchnia wynosiła 709 ha, liczył 1621 mieszkańców, z tego 1606 Niemców. Pod względem wyznaniowym cała ludności była katolicka, z wyjątkiem ośmiu ewangelików i 21 żydów.
Spis powszechny z 1930 wykazał 1524 mieszkańców, w tym 1506 Niemców i 18 Czechów.
W wyniku wysiedlenia ludności niemieckiej na mocy dekretów Benesza Doupov po 1945 praktycznie opustoszał. 22 maja 1947 w miasteczku przebywało 525 osób. W lutym 1953 podjęto decyzję o utworzeniu w Górach Doupowskich poligonu wojskowego Hradiště – dwa lata później miejscowość została zlikwidowana. Mieszkańców przesiedlono do innych miast i wsi kraju karlowarskiego. Opuszczone budynki stopniowe były rozbierane do połowy lat 70. Doupovskie plenery wykorzystano w filmach Pięciu grzeszników (1964) i postapokaliptycznym Koniec sierpnia w hotelu Ozon (1967).